# Radio Isanganiro

Logo

Radio Isanganiro (traduction : « Radio point de rencontre ») est une station de radio privée du Burundi promouvant la paix entre hutus et tutsis. Elle pratique le kirundi, le swahili et le français. 

## Histoire
Après avoir obtenu l'accord du Conseil National de la Communication (CNC) en juin 2002, la station émet en FM à partir du 18 novembre 2002. Le 13 septembre 2006 Radio Isanganiro est suspendue une semaine pour d'avoir diffusé les propos des rebelles des Forces nationales de libération (FNL). Le 28 novembre 2006 Mathias Manirakiza, directeur de la station, est arrêté sous le prétexte d'avoir diffusé des informations pouvant porter atteinte à la sûreté nationale. Jugé avec deux membres de la Radio Publique Africaine, il est acquitté comme eux le 3 janvier 2007 et libéré le lendemain.

## Objectifs
Radio Isanganiro cherche à réconcilier les hutus et les tutsis après plus d'une décennie d'affrontements au Rwanda, au Burundi et en République Démocratique du Congo. Sa devise est Inama Isumba ingimba, c'est-à-dire Le dialogue vaut mieux que la force. Elle souhaite aussi donner une information impartiale et promouvoir la liberté de la presse et la liberté d'expression.

## Programmes
La radio émet en trois langues : français, kirundi et swahili. Elle propose notamment six journaux parlés quotidiens de 20 minutes chacun, trois en français et trois en kirundi.
Parmi les émissions se trouvent:
- Aho iwanyu havurwa amaki (« Quelles sont les nouvelles chez vous ») : émission d'information dans laquelle les auditeurs donnent les nouvelles des lieux qu'ils habitent.
- Isanganiro ry'imiryango ou « Point de rencontre des Familles » : émission consacrée aux familles.
- Mosaïque : débat avec des décideurs.

## Diffusion
La station couvre le Burundi, le Rwanda, ainsi que les camps de réfugiés burundais de l'est de la République démocratique du Congo et de l'Ouest de la Tanzanie. Elle est audible par internet sur www.isanganiro.org et sur tuneIn en tapant Radio Isanganiro. C'est d'ailleurs la toute première radio du pays à émettre sur la toile.
Fréquences :
- Bujumbura : 89,7MHz
- Manga : 101MHz
- Inanzerwe : 95,1MHz
- Mutumba : 90,6MHz
- Birime : 89,3MHz

Elle diffuse 18 heures par jour, de 5 heures du matin à 23 heures.
Malheureusement la Radio Isanganiro n’émet plus depuis jeudi 14 mai 2015. Elle a été attaquée. On a tiré sur les écrans des machines de montage, les câbles pour abimer les installations, l’ordinateur utilisé pour émettre, les véhicules, etc. (Source http://www.isanganiro.org/ )

## Récompenses
- Inyanduruko (Les racines du mal): Prix Radio for Peace Building, catégorie Talk-show.